# Aleksandr Novikov
Aleksandr Vassiliévitch Novikov (en russe : Александр Васильевич Новиков), né le 14 juin 1955 à Moscou, est un footballeur international soviétique et entraîneur russe de football.
Ayant évolué au poste de défenseur au cours de sa carrière, il est principalement connu pour son passage au Dynamo Moscou, son club formateur, pour qui il dispute 406 rencontres entre 1975 et 1987, faisant de lui le joueur le plus capé de l'histoire du club.

## Biographie

### Carrière de joueur
Natif de Moscou, Novikov effectue sa formation dans cette même ville, intégrant à partir de 1966 le centre de formation du Dynamo Moscou, dont il intègre l'équipe réserve à partir de 1972 avant de faire ses débuts professionnels le 6 septembre 1975 à l'occasion d'une rencontre de championnat face au CSKA Moscou, disputant une dizaine de matchs durant le reste de la saison 1975. Il joue quatorze rencontre sur quinze lors du printemps 1976 qui voit le Dynamo terminer champion d'Union soviétique. Il découvre dans la foulée les compétitions européennes en disputant deux rencontres de Coupe UEFA au mois de septembre 1976, à l'issue desquelles son équipe est vaincue par l'AEK Athènes. Les années qui suivent le voit devenir un titulaire régulier au sein de la défense moscovite jusqu'à son départ en 1987, cumulant en tout un nombre record de 406 rencontres jouées avec le club, dont 327 en championnat, 55 dans la coupe nationale, qu'il remporte en 1977 et 1984, et la coupe de la fédération, et enfin 24 en Coupe UEFA et en Coupe des coupes.
Novikov quitte finalement le Dynamo à l'issue de la saison 1987 pour rallier le Dinamo Stavropol en deuxième division, pour qui il joue entre 1988 et 1989 avant de partir pour le Spartak Vladikavkaz avec qui il accède à la promotion à l'issue de l'exercice 1990 avant de faire un dernier passage dans l'élite à l'occasion de la saison 1991, à l'issue de laquelle il met un terme à sa carrière à l'âge de 36 ans pour se concentrer sur sa formation d'entraîneur.

### Carrière internationale
Novikov est sélectionné à trois reprises avec la sélection soviétique au cours de l'année 1977, incluant deux matchs amicaux au cours du mois de mars contre la Tunisie et la Yougoslavie et un match de qualification pour la Coupe du monde 1978 face à la Hongrie le 18 mai, ces trois rencontres se concluant sur des victoires des Soviétiques. Il fait également partie des équipes de jeunes entre 1975 et 1979 et est appelé avec la sélection B en 1979.

### Carrière d'entraîneur
Diplômé de l'Université d’État d'éducation physique de Moscou dès 1980, Novikov se met à une carrière d'entraîneur dès la fin de sa carrière de joueur, devenant entraîneur principal du Spartak Vladikavkaz pour la saison 1992 au sein du nouveau championnat russe. Sous ses ordres l'équipe parvient à terminer vice-championne de Russie derrière le Spartak Moscou. L'exercice suivant s'avère cependant plus décevant et à l'issue d'une série d'une seule victoire en neuf matchs, il est finalement démis de ses fonctions le 10 septembre 1993. Il devient par la suite entraîneur du Tekhinvest-M Moskovski en deuxième division durant la saison 1994, rechaussant brièvement les crampons à cette occasion l'espace de trois rencontres tandis que l'équipe termine dernière du championnat.
Novikov fait son retour au Dynamo Moscou en janvier 1996, devenant entraîneur-adjoint d'Adamas Golodets, poste qu'il occupe jusqu'au départ de ce dernier en juin 1998. Il est ensuite nommé à la tête de l'équipe amateur FK Serpoukhov durant le premier semestre 1999 avant d'être rappelé au Dynamo où il redevient adjoint d'Alekseï Petrouchine puis de Valeri Gazzaev. Nommé à la tête de la deuxième équipe du club en début d'année 2001, Novikov devient finalement entraîneur principal de l'équipe première dès le mois d'avril 2001 à la suite du départ de Gazzaev et occupe ce poste durant le reste de la saison 2001, amenant le Dynamo à la neuvième place du championnat. Maintenu pour le début d'exercice 2002, il est cependant vite remplacé dès le mois d'avril par Viktor Prokopenko et quitte le club dans la foulée.
Restant par la suite inactif pendant près de trois ans, Novikov fait son retour en avril 2005 en tant qu'entraîneur-adjoint au Lokomotiv Moscou, où il officie jusqu'au mois de décembre 2006 sous les ordres de Vladimir Echtrekov et Slavoljub Muslin notamment. Quittant son poste en fin d'année 2006, il retourne dans la foulée au Dynamo Moscou où il est cette fois nommé comme entraîneur au sein du centre de formation du club en début d'année 2007. Il occupe cette position pendant près de huit années et demi avant de finalement s'en aller au mois de juillet 2015 pour rejoindre le Dinamo Saint-Pétersbourg où il devient adjoint d'Aleksandr Totchiline, qu'il a côtoyé au Dynamo Moscou. Après la disparition du club en juin 2018, il suit Totchiline et la plupart de l'encadrement de l'ancien Dinamo dans son déménagement au FK Sotchi. Après un peu plus d'un an et demi à Sotchi, Novikov intègre l'encadrement du Dynamo Moscou, devenant adjoint de son propre fils Kirill.

## Statistiques

### Statistiques de joueur
| Saison                | Club                   | Championnat           | Championnat | Championnat | Coupe(s) nationale(s) | Coupe(s) nationale(s) | Compétition(s) continentale(s) | Compétition(s) continentale(s) | Compétition(s) continentale(s) | Total | Total |
| Saison                | Club                   | Division              | M.          | B.          | M.                    | B.                    | Comp.                          | M.                             | B.                             | M.    | B.    |
| 1975                  | Dynamo Moscou          | D1                    | 10          | 0           | -                     | -                     | -                              | -                              | -                              | 10    | 0     |
| 1976                  | Dynamo Moscou          | D1                    | 24          | 1           | 3                     | 0                     | C3                             | 2                              | 0                              | 29    | 1     |
| 1977                  | Dynamo Moscou          | D1                    | 23          | 0           | 5                     | 0                     | C2                             | 2                              | 0                              | 30    | 0     |
| 1978                  | Dynamo Moscou          | D1                    | 28          | 0           | 6                     | 0                     | C2                             | 3                              | 0                              | 37    | 0     |
| 1979                  | Dynamo Moscou          | D1                    | 27          | 0           | 6                     | 0                     | C2                             | 2                              | 0                              | 35    | 0     |
| 1980                  | Dynamo Moscou          | D1                    | 32          | 0           | 2                     | 0                     | C3                             | 3                              | 0                              | 37    | 0     |
| 1981                  | Dynamo Moscou          | D1                    | 22          | 0           | 1                     | 0                     | -                              | -                              | -                              | 23    | 0     |
| 1982                  | Dynamo Moscou          | D1                    | 31          | 3           | 5                     | 0                     | C3                             | 2                              | 0                              | 38    | 3     |
| 1983                  | Dynamo Moscou          | D1                    | 31          | 1           | 3                     | 0                     | -                              | -                              | -                              | 34    | 1     |
| 1984                  | Dynamo Moscou          | D1                    | 25          | 2           | 6                     | 1                     | C2                             | 4                              | 0                              | 35    | 3     |
| 1985                  | Dynamo Moscou          | D1                    | 22          | 1           | 3                     | 0                     | C2                             | 4                              | 0                              | 29    | 1     |
| 1986                  | Dynamo Moscou          | D1                    | 27          | 1           | 4                     | 0                     | -                              | -                              | -                              | 31    | 1     |
| 1987                  | Dynamo Moscou          | D1                    | 25          | 0           | 8                     | 0                     | C3                             | 2                              | 0                              | 35    | 0     |
| Sous-total            | Sous-total             | Sous-total            | 327         | 9           | 55                    | 1                     | -                              | 24                             | 0                              | 406   | 10    |
| 1988                  | Dinamo Stavropol       | D2                    | 40          | 0           | 1                     | 0                     | -                              | -                              | -                              | 41    | 0     |
| 1989                  | Dinamo Stavropol       | D2                    | 42          | 2           | 4                     | 0                     | -                              | -                              | -                              | 46    | 2     |
| 1990                  | Spartak Vladikavkaz    | D2                    | 38          | 2           | -                     | -                     | -                              | -                              | -                              | 38    | 2     |
| 1991                  | Spartak Vladikavkaz    | D1                    | 29          | 0           | -                     | -                     | -                              | -                              | -                              | 29    | 0     |
| 1994                  | Tekhinvest-M Moskovski | D2                    | 3           | 0           | -                     | -                     | -                              | -                              | -                              | 3     | 0     |
| Sous-total            | Sous-total             | Sous-total            | 152         | 4           | 5                     | 0                     | -                              | -                              | -                              | 157   | 4     |
| Total sur la carrière | Total sur la carrière  | Total sur la carrière | 479         | 13          | 60                    | 1                     | -                              | 24                             | 0                              | 563   | 14    |

### Statistiques d'entraîneur
| Spartak Vladikavkaz    | 1er janvier 1992 | 10 septembre 1993 | 54  | 25 | 12 | 17 | 46,3 |
| Tekhinvest-M Moskovski | 1994             | 1994              | 42  | 4  | 11 | 27 | 9,5  |
| FK Serpoukhov          | janvier 1999     | 14 juin 1999      | 6   | 5  | 0  | 1  | 83,3 |
| Dynamo Moscou          | 16 avril 2001    | 6 avril 2002      | 37  | 13 | 9  | 15 | 35,1 |
| Total                  | Total            | Total             | 139 | 47 | 32 | 60 | 33,8 |

## Palmarès
Dynamo Moscou
- Champion d'Union soviétique au printemps 1976.
- Vainqueur de la Coupe d'Union soviétique en 1977 et 1984.